# Gianpiero Bocci
Gianpiero Bocci (Cerreto di Spoleto, 10 agosto 1962) è un politico italiano.

## Biografia
Laureato in scienze politiche, si iscrive giovanissimo alla Democrazia Cristiana con la quale, nel 1985, a soli 22 anni, è eletto sindaco di Cerreto di Spoleto, suo paese natale, mandato che ricoprirà per 10 anni fino al 1995. Nel contempo ricoprirà incarichi vari presso soggetti pubblici: Usl Valnerina (assessore dal 1986 al 1990, presidente nel 1991, presidente del Comitato dei garanti); Comunità montana Valnerina (presidente dal 1991 al 1995); Centro per la ricerca antropologica in Valnerina e nella dorsale appenninica (Cedrav).
Viene eletto consigliere regionale con le elezioni regionali dell'Umbria del 23 aprile 1995 in una lista di centro-sinistra. Il 30 maggio successivo viene eletto Presidente del consiglio regionale, carica da cui si dimise il 23 luglio 1997. Nominato assessore alla cultura, istruzione, turismo e sport per il prosieguo della legislatura. Rieletto nella legislatura successiva, viene nominato vicepresidente della Giunta regionale e Assessore alla Agricoltura, Foreste, Caccia e Pesca. Nel 2002 aderisce a La Margherita.

### Deputato nazionale
Eletto deputato nelle file dell'Ulivo nella XV Legislatura nella XIII circoscrizione (Umbria), è stato membro dell'VIII Commissione (Ambiente, territorio e lavori pubblici) e membro della Commissione di vigilanza sulla Cassa Depositi e Prestiti.
Alle elezioni politiche del 2008 viene nuovamente eletto deputato nelle file del Partito Democratico per la XVI Legislatura, durante la quale è Segretario della Camera dei Deputati per il PD è membro della stessa VIII Commissione, del Comitato per gli affari del personale della Camera dei deputati.
A gennaio 2010 si candida alle elezioni primarie del PD per scegliere il candidato alla presidenza della Regione Umbria, contro l'ex europarlamentare Catiuscia Marini, uscendone però sconfitto il 7 febbraio con il 46% delle preferenze contro il 54% della Marini.
Al termine della legislatura, si candida alle primarie del PD per i parlamentari in Umbria, dove arriva primo con 6.933 preferenze. L'ottimo risultato conseguito gli consente di essere rieletto nelle file del PD alle elezioni politiche del 2013.
Il 21 marzo 2013 è rieletto nuovamente Segretario della Camera dei Deputati per il PD. 

### Sottosegretario di Stato
Il 3 maggio seguente viene nominato Sottosegretario di Stato al Ministero dell'Interno sotto il Ministro Angelino Alfano nel Governo Letta. Viene confermato nell'incarico nel Governo Renzi e di nuovo confermato a dicembre 2016 con il Governo Gentiloni, restando in carica fino al 1º giugno 2018.
Il 16 dicembre 2018 Bocci viene eletto segretario regionale del PD nel Umbria con circa il 63% delle preferenze contro il 36% di Walter Verini.

## Procedimenti giudiziari
Il 12 aprile 2019 la Guardia di Finanza lo sottopone ad arresti domiciliari nell'ambito di una inchiesta della procura di Perugia su presunti illeciti nelle assunzioni nel sistema sanitario umbro; il 15 aprile annuncia le dimissioni dalla carica di segretario e la restituzione della tessera del partito. 
Al termine delle indagini preliminari è stato rinviato a giudizio, ed il processo di fronte al Tribunale di Perugia è iniziato il 5 febbraio 2020. La Regione Umbria si è costituita parte civile. Viene condannato in primo grado a due anni e sette mesi di reclusione il 4 luglio 2024.
Appena emessa la sentenza di condanna di Perugia si apre per lui una nuova indagine a Milano per corruzione e fatture false, che coinvolge ministeri e il Vaticano.